# Paraguay en los Juegos Paralímpicos de Tokio 2020
Paraguay estuvo representado en los Juegos Paralímpicos de Tokio 2020 por dos deportistas, un hombre y una mujer, y fue esta la primera vez que enviaron atletas a los Juegos Paralímpicos. El equipo paralímpico paraguayo no obtuvo ninguna medalla en estos Juegos.

## Atletismo

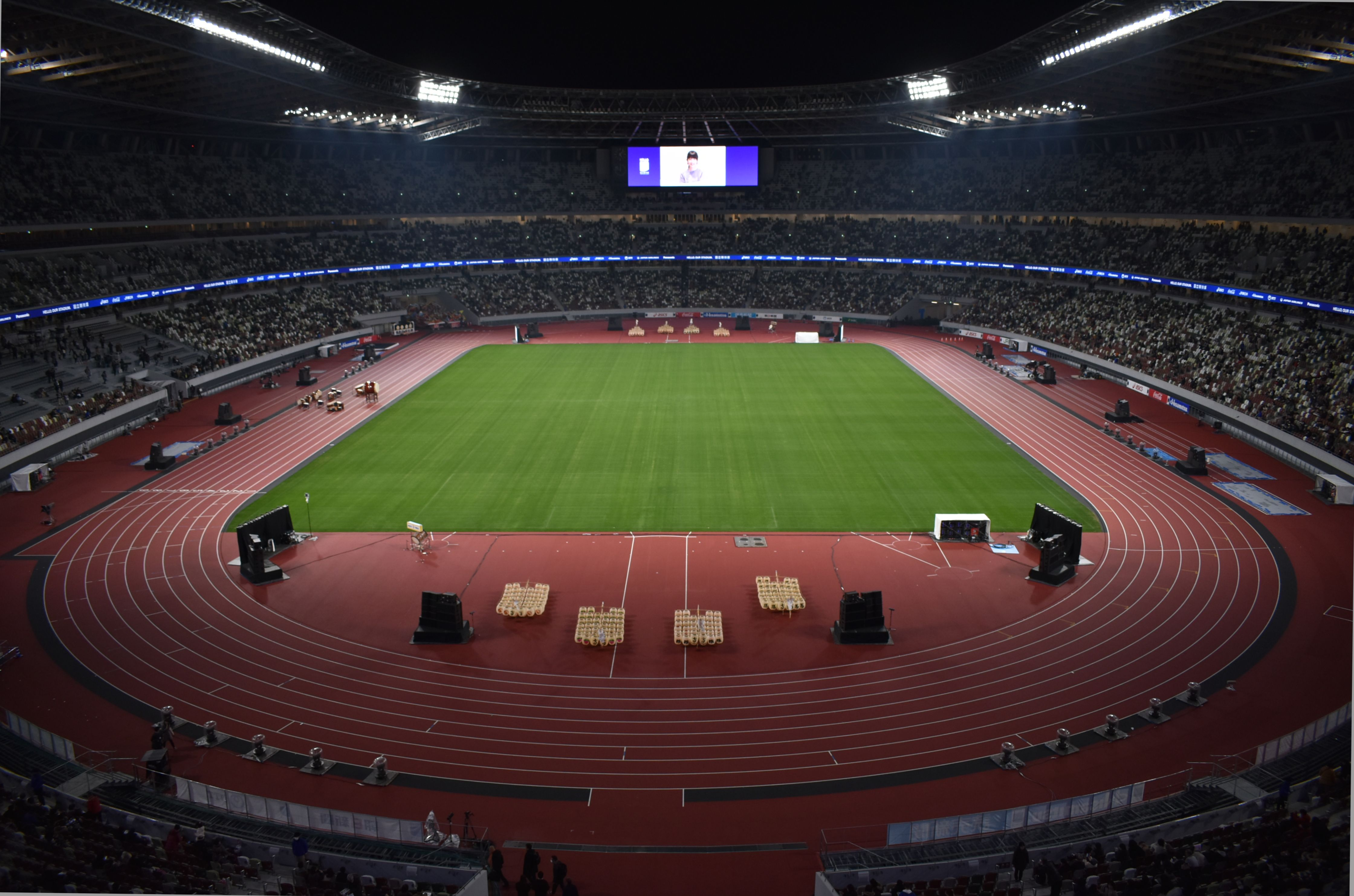
El Estadio Olímpico de Tokio, lugar donde fue llevado a cabo las modalidades de pista y campo.

Melissa Nair Tillner Galeano, de 21 años de edad, se convirtió en la primera atleta paraguaya en competir en los Paralímpicos. Tillner tiene discapacidad visual y compitío en la categoría T12 con su guía Victor Duarte Adorno. El 24 de agosto, Tillner quedó última en su serie en la carrera de 200 metros T12 con un tiempo de 34,91 segundos, 10,85 segundos más lento que la ganadora de la serie Omara Durand. 
Luego quedó última en la carrera de 100 metros T12 el 26 de agosto de 2021 y en la carrera de 400 metros T12 el 27 de agosto de 2021.
Pista femenino
| Atleta                              | Evento    | Serie    | Serie    | Final     | Final    |
| Atleta                              | Evento    | Tiempo   | Posición | Tiempo    | Posición |
| ----------------------------------- | --------- | -------- | -------- | --------- | -------- |
| Melissa Tillner Guía: Victor Duarte | 100 m T12 | 16.39 PB | 3        | No avanzó | 10       |

## Natación
Rodrigo Fabián Hermosa Ayala, de 18 años de edad, fue el segundo atleta paraguayo en competir en los Paralímpicos. Hermosa nació sin su brazo derecho y compitió en carreras S9. Anteriormente había llegado a la final tanto en S9 50m estilo libre como en S9 100m estilo libre en los Juegos Parapanamericanos de 2019 en Lima, Perú. En las eliminatorias de la carrera S9 de 50 metros estilo libre el 29 de agosto de 2021, venció a ambos oponentes pero no se clasificó para la final porque no estaba entre los ocho primeros en la general.
Masculino
| Atleta          | Evento              | Serie     | Serie    | Final     | Final    |
| Atleta          | Evento              | Resultado | Posición | Resultado | Posición |
| --------------- | ------------------- | --------- | -------- | --------- | -------- |
| Rodrigo Hermosa | 50m Estilo libre S9 | 29.72     | 1        | No avanzó | 22       |